# Gmina Tworóg

Lage der Gemeinde (rot) im Landkreis

Die Gmina Tworóg (deutsch Gemeinde Tworog) ist eine Landgemeinde im Powiat Tarnogórski in der Woiwodschaft Schlesien. Der Gemeindesitz ist Tworóg.

## Geografie

### Lage
Die Gemeinde liegt im nördlichen Oberschlesien und im Westen des Powiat Tarnogórski und grenzt an die Städte:
- Tarnowskie Góry (Tarnowitz), Lubliniec (Lublinitz) und Kalety (Kalet)

und an die Gemeinden:
- Krupski Młyn, Gmina Zbrosławice (Powiat Tarnogórski)
- Koszęcin (Powiat Lubliniecki)
- Gmina Wielowieś (Powiat Gliwicki)

### Gemeindefläche
Die Gemeinde hat eine Fläche von 124,92 km², davon sind:
- 72,7 % Flächen für die Landwirtschaft
- 22,1 % Waldflächen

Die Gemeinde nimmt 19,4 % der Fläche des Landkreises ein.

## Ortschaften
In der Gemeinde befinden sich:
Orte mit Schulzenamt:
- Boruszowice (Boruschowitz)
- Brynek (Brynnek, 1936–1945 Brunneck)
- Hanusek (Hanussek, 1936–1945 Stollenwasser)
- Koty (Kottenlust)
- Krywałd (Krywald, 1939–1945 Kriewald)
- Mikołeska (Mikoleska)
- Nowa Wieś Tworoska (Neudorf-Tworog, 1936–1945 Neudorf-Horneck)
- Połomia (Pohlom, 1936–1945 Ostwalde)
- Pusta Kuźnica (Wüstenhammer)
- Świniowice (Schwinowitz, 1936–1945 Ebersheide)
- Tworóg (Tworog, 1936–1945 Horneck) – Gemeindesitz
- Wojska (Woiska, 1936–1945 Hubertusgrund)
- Wykierz (Wykierz)

## Bevölkerung
Neben der polnischen Bevölkerung gaben bei der Volkszählung 2002 6,4 % die deutsche Nationalität (Volkszugehörigkeit) an.